# Płyta poliwęglanowa
Płyta poliwęglanowa – płyta wytwarzane metodą ekstruzji z granulatu poliwęglanowego.
Płyty poliwęglanowe stosuje się we wszystkich typach budynków, zarówno jako element wystroju wnętrza jak i wykończenia elewacji. Z paneli poliwęglanowych konstruuje się płaszczyzny pionowe oraz poziome. Poza budownictwem i architekturą wnętrz stosuje się je często w reklamie jako plansze wystawiennicze oraz szyldy. W architekturze materiał taki stosowany jest głównie jako wypełnienie drzwi, poszycie ścian działowych, świetlików, ogrodów zimowych, szklarni.

## Podział
Spośród licznych odmian dostępnych na rynku materiałów budowlanych można wyodrębnić trzy podstawowe grupy:
- płyty komorowe,
- panele komorowe,
- płyty lite.